# Armin Grein
Armin Grein (* 21. April 1939 in Aschaffenburg; † 11. Februar 2024 in Marktheidenfeld) war ein deutscher Politiker (Freie Wähler). Er war von 1972 bis 1984 hauptamtlicher Bürgermeister der Stadt Marktheidenfeld und anschließend bis 2008 Landrat des Landkreises Main-Spessart. Grein war einer der Mitbegründer der Freien Wähler Bayern und von 1978 bis zum 25. März 2006 – 28 Jahre lang – deren erster Landesvorsitzender. Von 1994 bis 2010 war er ehrenamtlich Vorsitzender des geschäftsführenden Vorstandes des Bundesverbandes Freie Wähler Deutschland.

## Biografie

### Ausbildung
Nach dem Besuch der Volksschule in Faulbach am Main ging Armin Grein ab 1949 auf das humanistische Gymnasium in Miltenberg und bestand dort 1958 das Abitur. Anschließend studierte er bis 1961 an der damaligen Pädagogischen Hochschule Würzburg, als zusätzliches Studienfach belegte er an der Universität Würzburg Psychologie. Während seines Studiums wurde er aktives Mitglied der katholischen Studentenverbindung K.St.V. Rheno-Frankonia Würzburg im KV.

### Tätigkeit als Lehrer
Von 1961 bis 1972 unterrichtete Grein an den Volks- und Hauptschulen in Kreuzwertheim, Unterwittbach, Trennfeld und Rettersheim.

### Tätigkeit in der Kommunalpolitik
Von 1972 bis 1984 war er hauptamtlicher Bürgermeister der Stadt Marktheidenfeld und bis 1984 Mitglied des Kreistages des Landkreises Main-Spessart.
Am 1. Mai 1984 wurde er Landrat des Landkreises Main-Spessart als Nachfolger des aus Altersgründen nicht mehr kandidierenden Erwin Ammann. Bei der erstmaligen Wahl 1984 erhielt er 51,13 % der abgegebenen Stimmen, bei der Wahl am 8. März 1990 wurde er mit 97,03 % bestätigt, 1996 erhielt er 61,8 % und im März 2002 in einer Stichwahl gegen den CSU-Kandidaten Klaus Bittermann 56,1 %. Armin Grein war außerdem von 1984 bis 2008 Vorsitzender des Regionalen Planungsverbandes Würzburg. Seine Dienstzeit als Landrat endete aus Altersgründen am 30. April 2008. Nachfolger wurde Thomas Schiebel (Freie Wähler).
Vom 16. Oktober 2003 bis 2018 gehörte Grein dem Bezirkstag von Unterfranken an und war dort Mitglied im Personalausschuss.

### Gründervater und Vorsitzender der Freien Wähler (FW)
Armin Grein gilt als einer der Gründerväter der Freien Wähler (FW). Er war von 1978 bis 2006 Landesvorsitzender und von 1994 bis 2010 Bundesvorsitzender. Beide Ämter gab er aus Altersgründen auf und wurde anschließend jeweils zum Ehrenvorsitzenden ernannt. Sein Nachfolger als Landes- wie auch als Bundesvorsitzender wurde Hubert Aiwanger. Dieser fasste Greins Rolle mit folgenden Worten zusammen:
„Es war eine große Aufgabe die unabhängigen Freien Wähler Gruppierungen in ganz Bayern davon zu überzeugen, das eigene demokratische Potential zu bündeln und als einheitliche politische Kraft aufzutreten. Armin Grein war dabei die entscheidende Figur, welche die Grundlagen dafür gelegt hat, dass die weit verstreuten Freien Wähler eine Einheit bildeten und heute in geballter Stärke nicht nur eine wichtige Rolle in Bayern spielen, sondern auch in den Landtagen anderer Bundesländer und im Europaparlament vertreten sind.“

### Öffentliche Tätigkeiten
Armin Grein engagierte sich über 45 Jahre als Vorsitzender der Lebenshilfe in Marktheidenfeld und Umgebung. Er war Vorsitzender des Kreisverbandes für Gartenbau und Landschaftspflege sowie Vorsitzender mehrerer Stiftungen (Dr. Heinrich und Christine-Renkl-Stiftung, Otto und Anna Herold-Altenheimstiftung Karlstadt) und Zweckverbände (Vorsitzender des Vereins Naturpark Spessart, stellvertretender Vorsitzender des Verwaltungsrates der Sparkasse Mainfranken-Würzburg) sowie Mitglied in vielen Vereinen.

### Ehrungen
Im Oktober 1997 wurde Armin Grein die Kommunale Verdienstmedaille in Silber verliehen, im Mai 2003 das Verdienstkreuz am Bande des Verdienstordens der Bundesrepublik Deutschland, im Juli 2005 der Bayerische Verdienstorden und 2008 die Kommunale Verdienstmedaille in Gold. Ebenfalls 2008 wurde er zum Ehrenbürger von Marktheidenfeld ernannt. 2010 erhielt er die Bayerische Verfassungsmedaille in Silber.
Armin Grein war Ehrenvorsitzender der Freien Wähler Bayerns und des Bundesverbandes.

### Tätigkeit als Autor
Im April 2023 erschien Greins Buch Die Freien Wähler – Eine Erfolgsgeschichte der Demokratie, in dem er seine persönliche und die Entwicklung der Freien Wähler als demokratische Bewegung beschreibt. Laut Hubert Aiwanger gilt das Buch bereits jetzt als Standardwerk für die Geschichte der Freien Wähler:
„Wir Freien Wähler kümmern uns um die Belange der Menschen, da blieb bis jetzt wenig Zeit für unsere eigene Historie. An dieser Stelle ist Armin Grein ein Pionier. Er schließt diese Lücke mit seinem Buch und bietet erstmals einen Einblick in die Anfänge und in die Entwicklung unserer Organisation […]“
Das Buch wurde unter anderem in der Süddeutschen Zeitung besprochen.

### Privates
Mit seiner Frau Martha, geborene Dannhäuser, die er 1966 heiratete, hatte Grein drei Kinder (einen Sohn und zwei Töchter). Das Ehepaar wohnte in Marktheidenfeld.
Grein verstarb am 11. Februar 2024 im Alter von 84 Jahren in Marktheidenfeld.

## Publikationen
- Armin Grein, Andreas Herteux: Die Freien Wähler: Eine Erfolgsgeschichte der Demokratie. Erich von Werner Verlag 2023, ISBN 978-3-948621-88-9.